# 1410

## Събития
- Битка при Таненберг